# Tephrosia lurida
Tephrosia lurida är en ärtväxtart som beskrevs av Otto Wilhelm Sonder. Tephrosia lurida ingår i släktet Tephrosia och familjen ärtväxter. Inga underarter finns listade i Catalogue of Life.